# Unique Copy Album

Unique Copy Album by The bianca Story

Unique Copy Album ist ein als Unikat veröffentlichtes Musikalbum der Schweizer Musikgruppe The bianca Story.
Im Jahr 2009 wurde es über eine Kunstauktion versteigert und für 10'000.- Schweizer Franken verkauft.
Die 500 kg schwere Skulptur wurde mit qualitativen Lautsprechern und einem Sensorensystem bestückt, das je nach Öffnungsgrad des Kubus die Lautstärke regulierte. Die Idee bestand darin, dass bei komplett geöffneten Seiten das Album für eine Raumbeschallung ausreichen sollte. Das Weiterschalten der Lieder erfolgte über das Schliessen des ganzen Kubus.

## Entstehung
Ab Oktober 2009 veröffentlichte The bianca Story jeden Monat einen Song gratis inklusive Videoclip, der schliesslich auf einem einzigen physischen Tonträger veröffentlicht werden sollte. Für die Mitglieder der Gruppe war es von grosser Bedeutung, dass die Spiegelplatten, die den Kubus zierten, von den Mitgliedern von Hand aufgeklebt wurden. Mit Hilfe von Künstlerfreunden entstand somit in über dreimonatiger Handarbeit dieses Einzelwerk. Um die Präsentation des Unikats herum fand eine Ausstellung im Kunsthaus Glarus statt. Das Unikat wurde schliesslich für 10'000.- Schweizer Franken über die Galerie Gröflin&Maag an den Kunstsammler Thomas Merian verkauft.
„Viele hielten uns für wahnsinnig“ war einer der Kommentare der Band. Die Band thematisierte die Frage der Wertschöpfung ihrer Musikveröffentlichungen und griff bewusst nach den Mitteln des Kunstmarktes. Das Unikat stellt dieses Album eher in die Tradition skulpturaler Kunst. Von der Thematik her bezieht sich das Album auf die Weiterführung von Alben in der Tradition von Jean Michel Jarres Music For Supermarkets. Erste Reaktionen fielen auch kritisch aus, doch wurde der bis anhin unbekannten Band damit ein geschickter PR-Gag zugesprochen. Die Musikgruppe stritt diesen Effekt nicht ab, war ihnen jedoch das Aufbrechen gängiger Marktstrukturen in der Musikindustrie wichtiger gewesen. So veröffentlichte die Gruppe zur Präsentation des Unique Copy Album eine Mitteilung: „Es gibt ein Original von Mona Lisa, und Millionen Postkarten davon für alle! Dieses Modell wollten wir in die Musikwirtschaft einführen, ziemlich simpel, nicht? Gerne nachmachen!“.
Die grosse Aufmerksamkeit dieses aussergewöhnlichen Releases bescherte der Musikgruppe u. a. später einen Vertrag beim Deutschen Label Motor Music.
| Nr.          | Titel                                                                                   | Autor(en)        | Länge |
| ------------ | --------------------------------------------------------------------------------------- | ---------------- | ----- |
| 1.           | Heart Treat (Version of Afraid Of The World on Album Coming Home by The bianca Story)   | The bianca Story | 3:15  |
| 2.           | Group Hug                                                                               | The bianca Story | 3:20  |
| 3.           | Brand New Vision (Version of Brand New Vision on Album Coming Home by The bianca Story) | The bianca Story | 4:04  |
| 4.           | Lion Richie (Version of Lion Is Awake Now on Album Coming Home by The bianca Story)     | The bianca Story | 3:40  |
| 5.           | Cosmical Dancer                                                                         | The bianca Story | 4:12  |
| Gesamtlänge: | Gesamtlänge:                                                                            | Gesamtlänge:     | 32:15 |